# Машаленг
Машаленг (англ. Mashaleng) — одна з місцевих громад, що розташована в районі Мохалес-Хук, Лесото. Населення місцевої громади у 2006 році становило 21 869 осіб.